# Uniti nell'abbraccio
Uniti nell'Abbraccio è il primo album del gruppo Hardcore punk Stige, pubblicato nel 1989.

## Tracce
1. Lacrime Inutili
2. Come Assorto
3. L'Inferno Dentro
4. Fede
5. Cleptocrazia
6. Lasciato Solo 2
7. Tendenze Omicide
8. Allo Stremo
9. Stige

## Formazione
- Alberto Carpani: Basso
- Peppe: Batteria
- Pedro Alvarez: Chitarra
- Heinmont Tooyalaket: Voce